# María Cecilia Sánchez (académica)
María Cecilia Sánchez Toro es una abogada, académica y funcionaria pública chilena, que se desempeñó como titular de la Dirección del Trabajo de su país, durante el primer gobierno de Sebastián Piñera (2010-2014).

## Biografía

### Familia y estudios
En 1973 cursó estudios superiores de licenciatura en la Facultad de Ciencias Jurídicas y Sociales de la Pontificia Universidad Católica de Chile (PUC), titulándose como abogada el año siguiente.
Casada, es madre de tres hijos.

### Carrera académica
Paralelamente a desarrollado una actividad académica. A partir de 1980 fungió como ayudante de la cátedra de Derecho del Trabajo en la Pontificia Universidad Católica.
En el presente, es profesora asistente adjunta en el Departamento de Derecho del Trabajo y Seguridad Social de la Pontificia Universidad Católica, ocupando simultáneamente el cargo de directora. Asimismo, imparte cursos de derecho en las universidades Diego Portales y de Los Andes.

### Carrera pública
Comenzó a ejercer su profesión en el sector público en el año 1978, incorporándose como abogada del Departamento Jurídico de la Dirección del Trabajo (DT). Posteriormente,  desde 2002, se desempeñó como jefa de la «Unidad de Dictámenes e Informes en Derecho» y luego como subjefa de la División Jurídica de la misma institución, durante el primer gobierno de Michelle Bachelet (2006-2010).
El 30 de marzo de 2010 fue nombrada por el presidente Sebastián Piñera, como directora nacional de la Dirección del Trabajo, en reemplazo del director subrogante, Pedro Julio Martínez.
El 8 de agosto de 2019, asumió como directora del Consejo Superior Laboral (CSL), organismo creado en 2015 y que tiene por objetivo resguardar los derechos de los trabajadores.